# Калояново (община, Пловдивская область)
Калояново (болг. Община Калояново) — община в Болгарии. Входит в состав Пловдивской области. Население составляет 12 390 человек (2006).

## Состав общины
В состав общины входят следующие населённые пункты:
1. Бегово
2. Главатар
3. Горна-Махала
4. Долна-Махала
5. Дуванлии
6. Дылго-Поле
7. Житница
8. Иван-Вазово
9. Калояново
10. Отец-Паисиево
11. Песнопой
12. Рыжево
13. Рыжево-Конаре
14. Сухозем
15. Черноземен